# Elizabeth Lucar

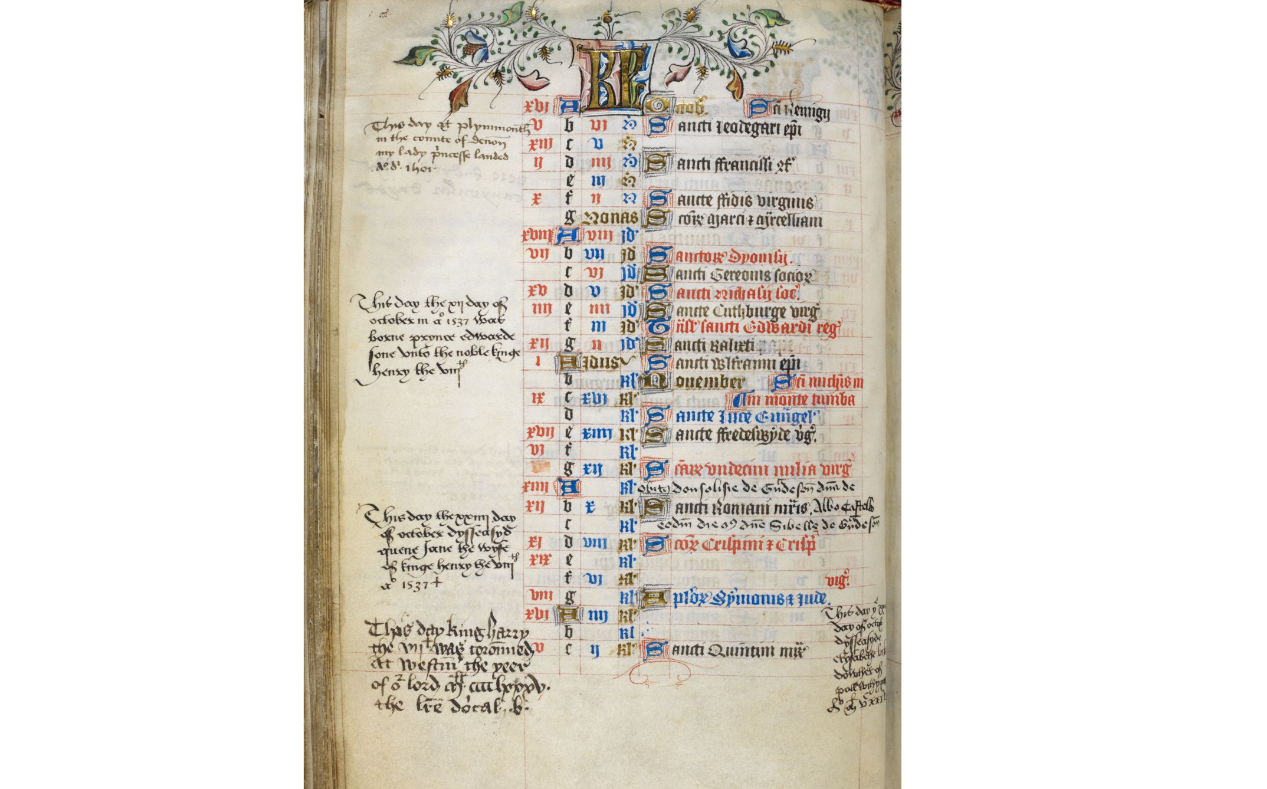
Pàgina de The Beaufort / Beauchamp Hours on es registra la mort d'Elizabeth Lucar, inferior dreta (British Library).

Elizabeth Lucar (Elizabeth Withypoll) (1510 – 29 d'octubre de 1537) fou una calígrafa anglesa. Persona talentosa, sabia parlar correctament anglès, llatí, espanyol, i italià. També era música i coneixia el funcionament dels algorismes. Era membre d'una família mercantil molt prominent que recolzava projectes reials i cívics. El seu matrimoni es va realitzar per interessos, amb un dels hereus de la companyia Company of Merchant Taylors. La seva curta vida curta com a dona cristiana talentosa, mare i muller, amb tantes capacitats, ha sigut comentada al llarg dels segles per diverses raons.